# Kirill Wiktorowitsch Pantschenko
Kirill Wiktorowitsch Pantschenko (russisch Кирилл Викторович Панченко, * 16. Oktober 1989 in Lipezk) ist ein russischer Fußballspieler. Seit 2017 spielt er für Dynamo Moskau in der russischen ersten Liga.

## Karriere
Pantschenko begann seine Karriere bei Dynamo Stawropol. Im Januar 2009 wechselte er zum Zweitligisten FK Nischni Nowgorod. Im Sommer 2009 wechselte er zum FK Stawropole-2009. Im Januar 2010 wechselte er wieder in die zweite Liga, diesmal zu Mordowija Saransk, mit dem er 2012 in die erste Liga aufstieg. Nach dem Wiederabstieg wechselte er zum Erstligisten Tom Tomsk. 2014 wechselte er zum Topklub ZSKA Moskau.

## Erfolge
- Russischer Meister: 2015/16